# Eriksdalshallen
Eriksdalshallen är en k-märkt idrottshall vid Eriksdal på Södermalm i Stockholms innerstad. Den byggdes 1937 och används bland annat för handboll, innebandy och futsal.

## Historik och användning

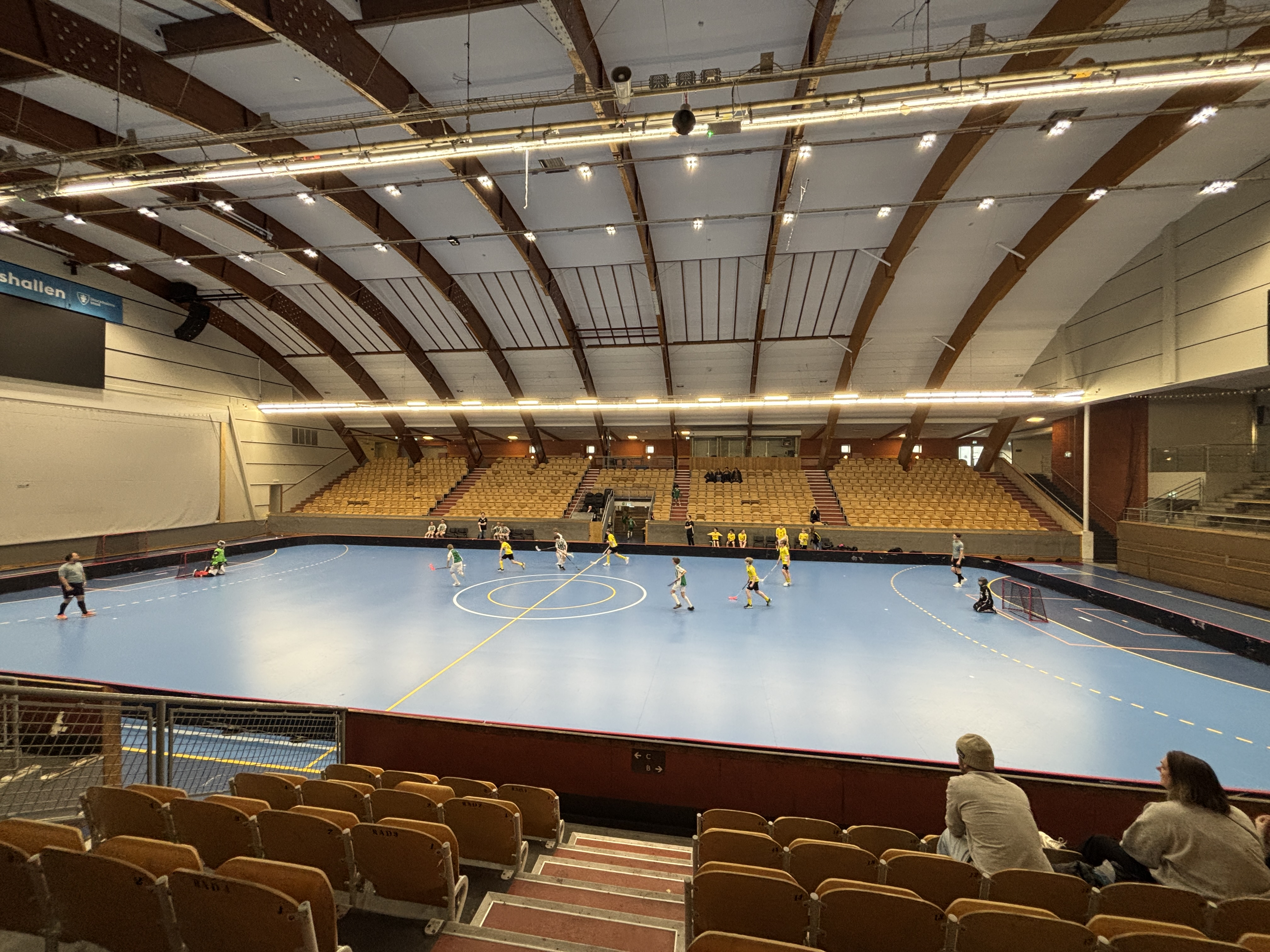
Interiör, 2025

Anläggningen uppfördes åren 1937–1938 och är huvudsakligen avsedd för basket, gymnastik, handboll och innebandy. Hallen låg ursprungligen öppet mot Ringvägen, men numera har två punkthus och en ny entréhall byggts framför.
Den stora hallen har en spelplan på 22×42 meter med entré inklusive läktare, pressrum, VIP-rum samt åtta omklädningsrum. Där finns även en mindre hall med spelplan på 18×36 meter, två omklädningsrum samt annex. Eriksdalshallen är hemmaplan för flera handbollslag, inklusive de trefaldiga svenska mästarna Hammarby IF, de sjufaldiga svenska mästarna Hellas HK (tidigare SoIK Hellas) och Djurgårdens IF. Djurgårdens IF Innebandy (Allsvenskan) spelar sina matcher här. Arrangemang såsom brottning, bordtennis, och boxning med mera förekommer. År 2006 genomfördes en större renovering.
Hallen tar vid normala fall cirka 1 800 åskådare varav drygt 1 300 sittande. Den kan byggas ut till en publikkapacitet av cirka 2 600 åskådare med extraläktare uppställda vid ena kortsidan. 
Hårdrocksbandet Iron Maiden hade sin första Sverigespelning här den 9 oktober 1980, då man var förband åt Kiss inför 3 300 åskådare. Anläggning användes då Isstadion renoverades.
Eriksdalshallen har även ett café.